# 萩ヶ岡 (江別市)
萩ヶ岡（はぎがおか）とは、北海道江別市の町丁。郵便番号は067-0071。人口は3人、世帯数は1世帯であり、共に市内の町・字で最も少ない（2023年12月1日現在）。丁目の設定のない単独町名である。住居表示は全域で未実施。

## 地理
萩ヶ岡は函館本線の北西側に位置し、面積は市内の町・字で大麻晴美町、大麻南樹町に次いで第3位の、0.101km²である。。

## 歴史
屯田兵が最初に江別に入地したのは1878年（明治11年）だが、当初は江別分隊と呼ばれ札幌に置かれた第一大隊に編入されていた。1887年（明治20年）には第一大隊から分割され、新たに第三大隊として編成された。第三大隊本部は、現江別小学校があった萩ヶ岡に置かれた。屯田兵の解散後、建物は他の施設に利用されていたが、1934年（昭和9年）1月、失火により焼失し現在は火薬庫だけが残っている。

### 町名の変遷
町名の変遷は今までになされていない。

## 世帯数と人口
2023年（令和5年）12月1日現在の世帯数と人口は以下の通りである。
| 町丁   | 世帯  | 人口 |
| ------ | ----- | ---- |
| 萩ヶ岡 | 1世帯 | 3人  |
| 計     | 1世帯 | 3人  |

### 人口の変遷
国勢調査による人口の推移。
| 1995年（平成7年）  | 185人 | [ 7 ]  |  |
| 2000年（平成12年） | 151人 | [ 8 ]  |  |
| 2005年（平成17年） | 113人 | [ 9 ]  |  |
| 2010年（平成22年） | 0人   | [ 10 ] |  |
| 2015年（平成27年） | 0人   | [ 11 ] |  |
| 2020年（令和2年）  | 0人   | [ 12 ] |  |

### 世帯数の変遷
国勢調査による世帯数の推移。
| 1995年（平成7年）  | 56世帯 | [ 7 ]  |  |
| 2000年（平成12年） | 49世帯 | [ 8 ]  |  |
| 2005年（平成17年） | 38世帯 | [ 9 ]  |  |
| 2010年（平成22年） | 0世帯  | [ 10 ] |  |
| 2015年（平成27年） | 0世帯  | [ 11 ] |  |
| 2020年（令和2年）  | 0世帯  | [ 12 ] |  |

## 小・中学校の通学区
小・中学校の通学区は以下の通り。
| 町丁   | 字・番地 | 小学校         | 中学校         |
| ------ | -------- | -------------- | -------------- |
| 萩ヶ岡 | 全域     | 江別第一小学校 | 江別第一中学校 |

## 施設

### 公共・公的施設
- 江別市役所水道庁舎（萩ヶ岡1-4）[14]
- 萩ヶ岡児童センター（萩ヶ岡8-2）[15]
- 札幌開発建設部 札幌北農業事務所（萩ヶ岡1-5）[16]

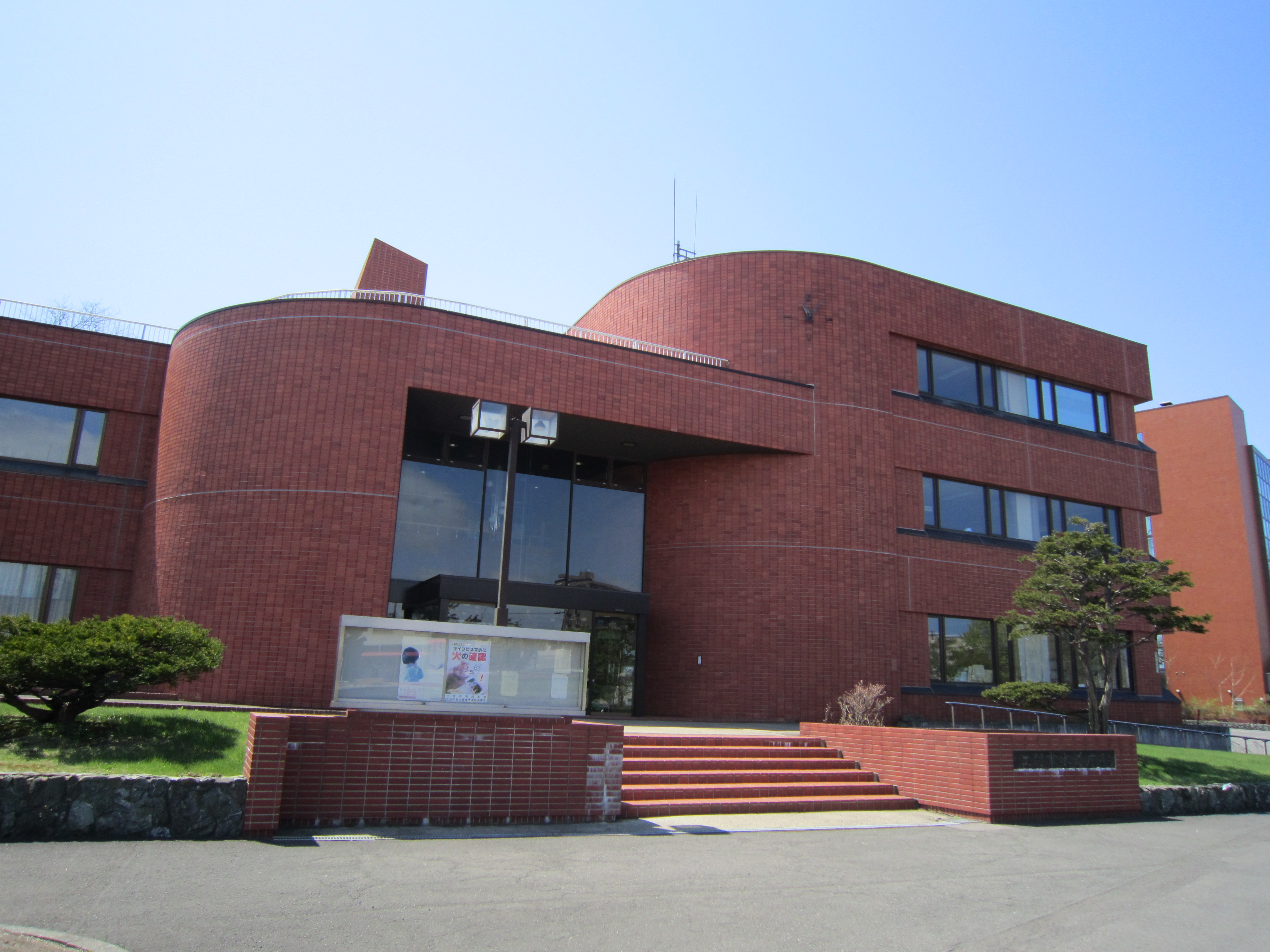
江別市役所水道庁舎

### 公園
- 五叉路（萩ヶ岡21-1）[17]

### 企業・店舗
- 北海道信用金庫 江別支店（萩ヶ岡1-5）[18]
- 岩田醸造株式会社（萩ヶ岡17、登記上の本店）

### その他
- 北海道旅客鉄道 江別駅（萩ヶ岡25）

- 江別神社（萩ヶ岡1-1）[19]
- 江別市立江別小学校跡（萩ヶ岡19）[20]
- 火薬庫（萩ヶ岡19）[21]

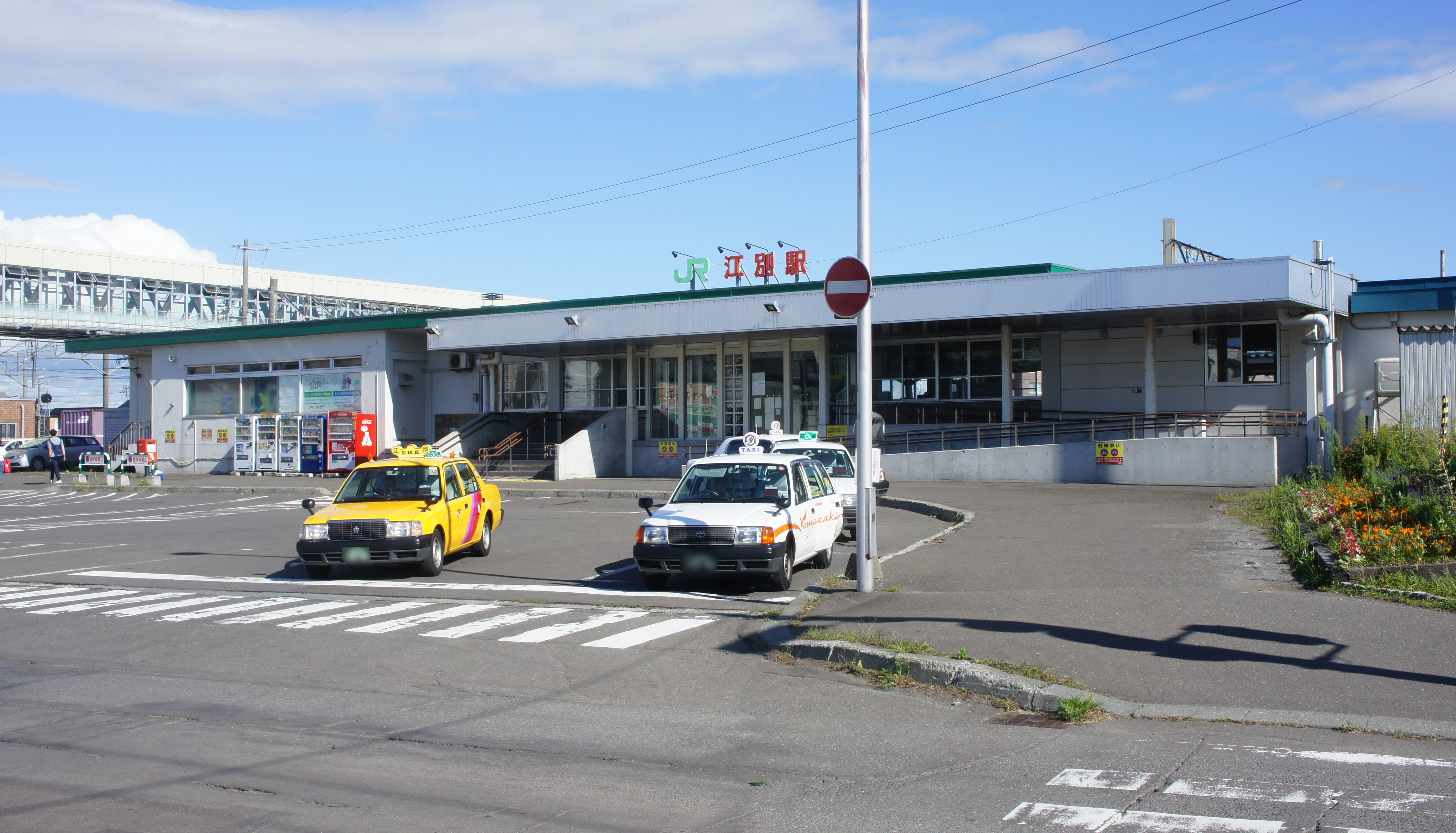
江別駅
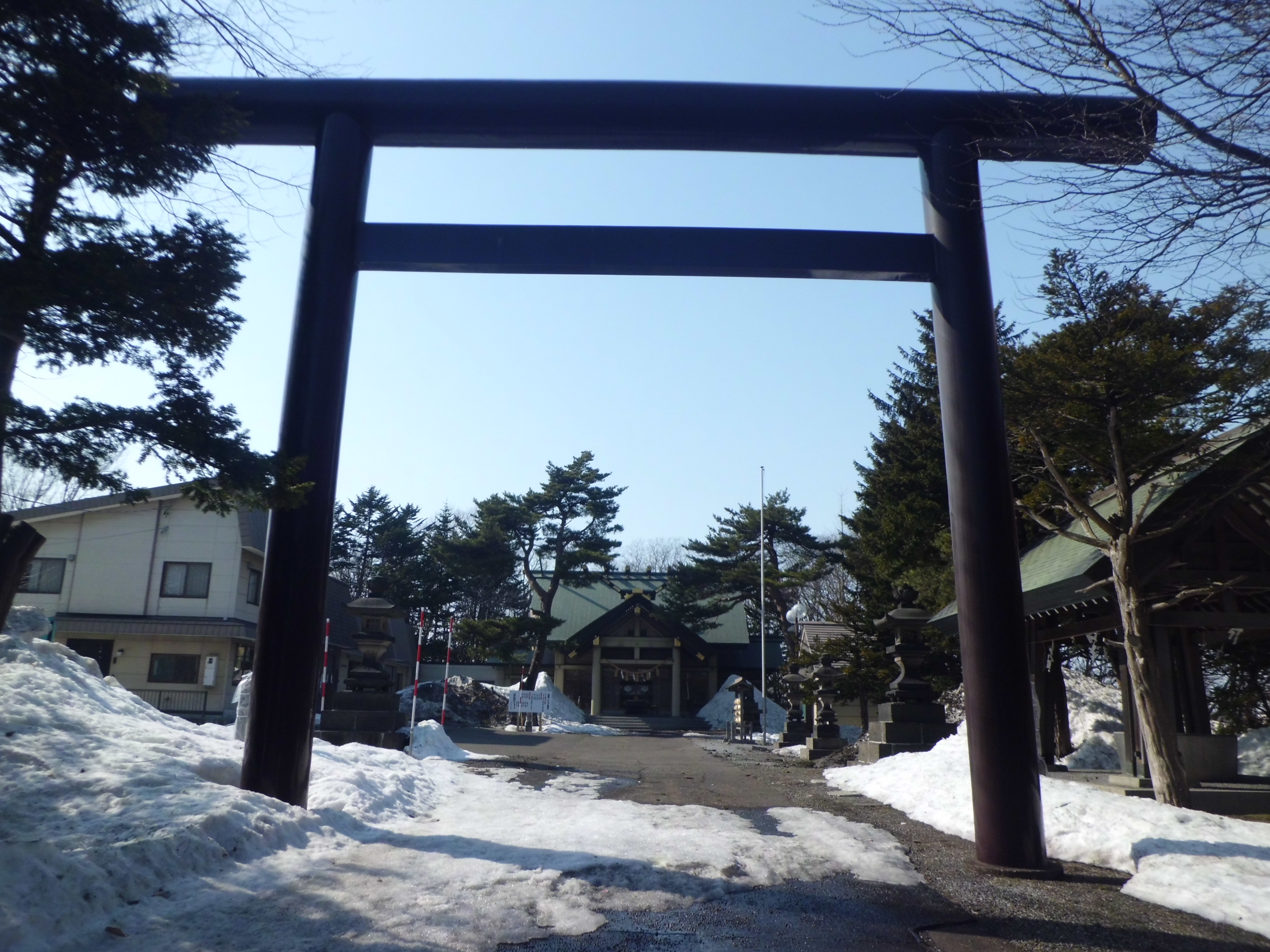
江別神社
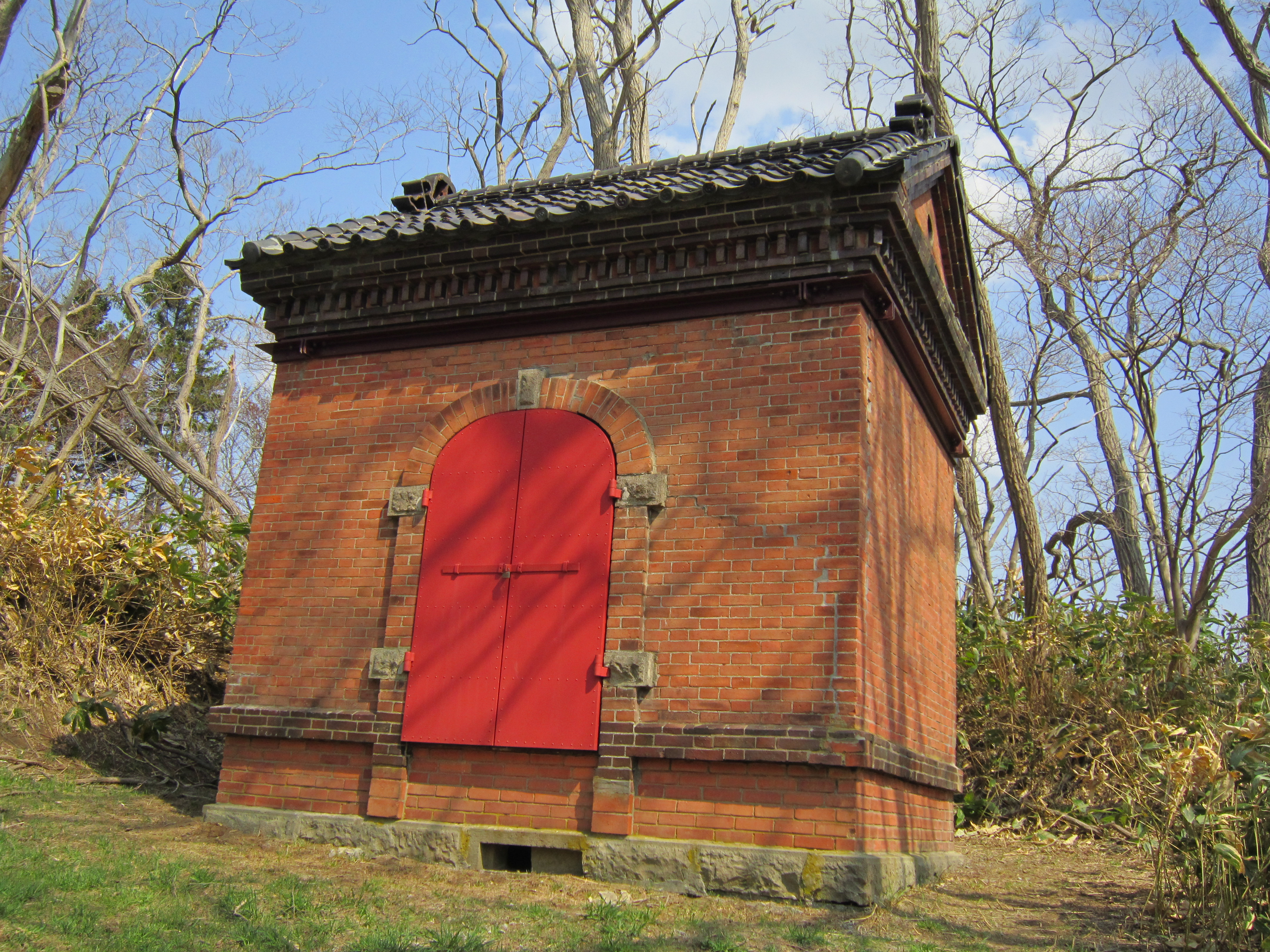
火薬庫

## 交通

### 鉄道
- 町内に函館本線の江別駅が存在する。[22]
  -  北海道旅客鉄道
    - ■函館本線
      - 江別駅

### バス
- 町内に ジェイアール北海道バス及び北海道中央バス、夕張鉄道、新篠津村営バスの路線がある[23]。

### 道路
- 一般国道
- - 町内に一般国道は存在しない[24]。

- 一般道道
  - 町内に一般道道は存在しない[24]。

- 都市計画道路
  - 町内に都市計画道路は存在しない[24][25]。